# Quicktime
Quicktime, av Apple skrivet QuickTime, är ett programpaket för multimedia från Apple Inc. Det finns till Mac OS Classic, OS X och Microsoft Windows. Den första versionen av Quicktime lanserades 1991. Quicktime är ett ramverk för olika tekniker inom ljud, video, och interaktiv media med stöd för ett hundratal olika kodeks. Ramverket kan även utökas med hjälp av insticksprogram.

Quicktimes logotyp från 1994 till 1999.

## Mjukvara
Quicktime består av mediespelaren Quicktime Player och Itunes, filformatet .mov och SDK:er för Mac och Windows. Filformatet är sedan Quicktime 6 baserat på MPEG-4-standarden (som är baserad på men ej identisk med Quicktime-formatet), och från och med version 7 ingår videokodaren AVC (Advanced Video Coding)/H.264 (som är en del av MPEG-4-standarden) i Quicktime-formatet. Pro-versionen av Quicktime Player kan koda video i bland annat H.264, inklusive flerpasskodning, för att uppnå bättre kvalitet. Ljud kan kodas i bland annat Advanced Audio Coding (AAC), vilket, liksom AVC, ingår i MPEG-4-standarden. Dock stöds för närvarande[när?] ej HE-AAC.

## Säkerhet
Till följd av Apples beslut att inte längre uppdatera programvaran på Microsoft Windows rådde United States Computer Emergency Readiness Team i april 2016 alla Windowsanvändare att avinstallera Quicktime. Detta efter att Zero Day Initiative offentliggjorde information om två 0-dag-sårbarheter i Quicktime.